# Mandrolisai
Mandrolisai és una regió històrica de Sardenya central, dins la província de Nuoro, també anomenada Barbagia d'Olisay, o Mandr-e-Olisay, que limita amb les subregions sardes de Barigadu, Barbagia di Ollolai, Barbagia di Belvì i Ogliastra. Comprèn els municipis d'Atzara, Sorgono, Ortueri, Samugheo. A l'edat mitjana fou una curatoria del Jutjat d'Arborea.